# Sechsstreifen-Lippfisch

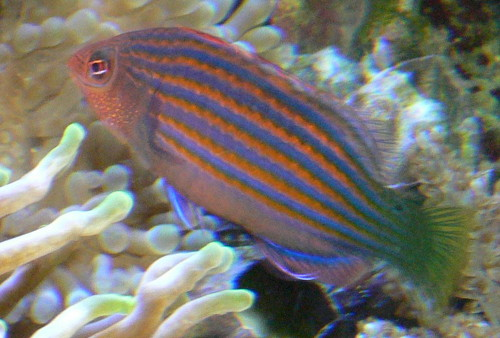
Sechsstreifen-Lippfisch

Der Sechsstreifen-Lippfisch (Pseudocheilinus hexataenia) lebt weit verbreitet im Indopazifik, an Außenriffen, sehr versteckt zwischen Steinkorallen. Die bis zu 6 cm großen Tiere leben einzeln, in Paaren oder in Haremsgruppen mit einem Männchen und mehreren Weibchen.
Sechsstreifen-Lippfische fressen kleine Wirbellose, die sie in kleinen Ritzen und Höhlen aufspüren.

## Aquarienhaltung
Der Sechsstreifenlippfisch ist ein beliebter Pflegling für Meerwasseraquarien. Aufgrund seiner Größe lässt er sich auch gut in kleinen Becken halten.
Einzelne Exemplare können sich gegenüber anderen Aquarienbewohnern aggressiv verhalten. Beobachtungen haben aber gezeigt, dass dieses Verhalten eingestellt oder reduziert wird, wenn der Fisch als Pärchen oder Gruppe gehalten wird.
Das Aquarium sollte abgedeckt sein oder wenigstens einen Glassteg am Rand besitzen, da die etwas lebhafteren Tiere dazu neigen aus dem Becken zu springen.
Der Sechsstreifenlippfisch nimmt problemlos Trockenfutter an, ergänzt seine Nahrung allerdings auch durch kleine Wirbellose, die mit dem Lebendgestein in das Aquarium gelangen.